# The Awakening (альбом PMD)
| Оценки критиков | Оценки критиков |
| Источник        | Оценка          |
| --------------- | --------------- |
| Allmusic        | [ 1 ]           |
| RapReviews      | [ 2 ]           |

The Awakening — третий студийный альбом американского рэпера PMD, выпущенный 17 июня 2003 года на лейбле Boondox Records/Solid Records.
Альбом был спродюсирован 7L, Parrish Smith, Ghetto Professionals, Raheem Soto, Alchemist, DJ Honda, Dre Meezy, Kut Masta Kurt, Track Addicts, DJ Muggs, EPMD, Ground Work и Pete Rock. В записи альбома приняли участие приглашённые рэперы Cypress Hill, Fat Joe, K-Solo, 275, Don Fu-Quan, J-Boogie, Rob Jackson, Drayz, Feever, Rah и Erick Sermon, который появился на треке воссоединения с EPMD, «Look At U Now».
Альбом не попал ни в один чарт, и ни один сингл с альбома также не попал в чарты. The Awakening также известен как единственный альбом PMD (в том числе с EPMD), в названии которого нет слова «business».

## Список композиций
| #  | Название                   | При участии                             | Продюсер                              | Длительность |
| -- | -------------------------- | --------------------------------------- | ------------------------------------- | ------------ |
| 1  | «Intro»                    |                                         | 7L, Parrish Smith                     | 1:52         |
| 2  | «P’s Still Dangerous»      |                                         | Parrish Smith                         | 1:55         |
| 3  | «'87 To The Present»       |                                         | Ghetto Professionals                  | 2:57         |
| 4  | «Wake Up Interlude»        |                                         | Raheem Soto                           | 2:08         |
| 5  | «The Awakening»            |                                         | Alchemist                             | 3:42         |
| 6  | «Know What I Mean»         | 275, Don Fu-Quan, J-Boogie, Rob Jackson | DJ Honda                              | 5:19         |
| 7  | «Hip Hop 101»              |                                         | DJ Honda                              | 2:51         |
| 8  | «Still A Customer»         | 275                                     | Dre Meezy, Parrish Smith (сопродюсер) | 3:56         |
| 9  | «Straight From Da Heart»   |                                         | Kut Masta Kurt                        | 3:09         |
| 10 | «Next Chapter»             | Don Fu-Quan, Drayz                      | Track Addicts                         | 3:25         |
| 11 | «Let It Go Interlude»      |                                         |                                       | 0:44         |
| 12 | «Champions»                | Cypress Hill                            | DJ Muggs                              | 2:35         |
| 13 | «EPMD Live Show Interlude» |                                         |                                       | 0:17         |
| 14 | «Look At U Now»            | EPMD                                    | EPMD                                  | 3:48         |
| 15 | «Back To Work»             | Fat Joe, K-Solo                         | Parrish Smith                         | 4:06         |
| 16 | «All's I Need»             | 275, Don Fu-Quan                        | Ground Work                           | 3:59         |
| 17 | «L.I. To L.E.S.»           | Don Fu-Quan, Feever, Rah                | Track Addicts                         | 3:38         |
| 18 | «Buckwild»                 |                                         | Pete Rock                             | 3:06         |

## Участники записи
- Пэрриш Смит – вокал, музыкальный продюсер, автор песен, звукорежиссёр, исполнительный продюсер, скретчи («Buckwild»)
- Мэтт Сливка – исполнительный продюсер
- 7L – продюсер
- Ghetto Professionals – продюсер
- Raheem Soto – продюсер
- Alchemist – продюсер
- DJ Honda – продюсер, скретчи («Hip Hop 101»)
- Dre Meezy – продюсер
- Kut Masta Kurt – продюсер, скретчи («Straight From Da Heart»)
- Track Addicts – продюсер
- DJ Muggs – продюсер
- EPMD – продюсер
- Ground Work – продюсер
- Pete Rock – продюсер
- DJ Lyve – скретчи («Straight From Da Heart», «Back To Work», «Buckwild»)
- Cypress Hill – приглашённый артист
- Fat Joe – приглашённый артист
- K-Solo – приглашённый артист
- 275 – приглашённый артист
- Don Fu-Quan – приглашённый артист
- J-Boogie – приглашённый артист
- Rob Jackson – приглашённый артист
- Drayz – приглашённый артист
- Feever – приглашённый артист
- Rah – приглашённый артист
- Erick Sermon – приглашённый артист
- Мо Робитаил – мастеринг
- Ричард Робинсон – мастеринг
- Лайс – фотограф
- КАРМА – дизайнер (обложка альбома)